# Drillia solida
Drillia solida är en snäckart som beskrevs av C. B. Adams 1830. Drillia solida ingår i släktet Drillia och familjen Drilliidae. Inga underarter finns listade i Catalogue of Life.